# カプセル化 (通信)

ユーザーデータをTCP/IPプロトコルスタックでカプセル化する順序

コンピュータネットワークにおけるカプセル化（カプセルか、英: encapsulation）は、送信しようとしているパケット全体を、そのパケットのものとは別の通信プロトコルのペイロードに埋込んで通信する技術である。インターネットにおいて標準的に利用されている技術であり、異なるネットワーク間を相互に接続する機能を提供している他、プロトコルを変換したい場合や、通信の内容を暗号化したい場合などに利用される。
カプセル化を利用する技術において、実際に通信しているプロトコルをA、カプセル化されて運ばれているプロトコルをBとする場合、B over A などと呼ぶ。例えば、FTP over TLSや、PPP over Ethernet (PPPoE) などである。Aを「デリバリプロトコル」、Bを「ペイロードプロトコル」と呼ぶ。

## 概要
カプセル化は、モジュラーな通信プロトコルの設計技法であり、上位のオブジェクトを下位の構造から隠蔽または内包させることで、ネットワークでの論理的に独立した機能を抽象化する。
物理層はデータの物理的転送を受け持つ。リンクをカプセル化することにより、LANやIPで個々のコンピュータにグローバルアドレスを設定可能となっている。UDPなどは、ポート番号でWebサーバやTFTPサーバなどのサービスを指定でき、それによってアプリケーションやプロセスを選択できるようになっている。
カプセル化を論じるとき、より抽象化された層を上位層プロトコル、より具体的な層を下位層プロトコルと呼ぶ。ただし、単にIPの上と下の層をそれぞれ上位層プロトコルと下位層プロトコルと呼ぶこともある。
カプセル化はほとんどのネットワーキングモデルに共通する特徴であり、OSI参照モデルもTCP/IPも例外ではない。